# Heudreville-sur-Eure
Heudreville-sur-Eure település Franciaországban, Eure megyében. Lakosainak száma 1066 fő (2022. január 1.). Heudreville-sur-Eure Acquigny, Ailly, Cailly-sur-Eure, La Chapelle-du-Bois-des-Faulx, Irreville és Clef-Vallée-d'Eure községekkel határos.

## Népesség
A település népességének változása:
| Lakosok száma | 629  | 771  | 918  | 1018 | 1030 | 1042 | 1052 | 1077 | 1073 | 1066 |
|               | 1968 | 1982 | 1990 | 2006 | 2013 | 2015 | 2017 | 2019 | 2020 | 2022 |